# 박종완
박종완(1939년 5월 24일~)은 대한민국의 정치인이다. 제16대 국회의원을 지냈다.

## 역대 선거 결과
|  | 3.48% |

|  | 35.9% |